# Zarek Valentin
Zarek Chase Valentin (n. Lancaster, Pensilvania, Estados Unidos; 6 de agosto de 1991) fue un futbolista estadounidense con ascendencia puertorriqueña. Jugó como defensa y su último equipo fue el Minnesota United de la Major League Soccer. Fue internacional absoluto por la selección de Puerto Rico desde 2021.

## Trayectoria
Luego de graduarse de la escuela secundaria, Valentin entró a la Universidad de Akron en 2009. En su primer año, fue titular en los 25 partidos del equipo de fútbol de la universidad, los Akron Zips, estando fuera de la cancha tan sólo 11 minutos en toda la temporada. Fue una pieza clave en la defensa, permitiendo tan solo 7 goles en toda la temporada, ayudando al equipo a alcanzar un récord de 23 victorias y una derrota y a llegar a la final del torneo de la NCAA. Ese mismo año recibió varios premios y reconocimientos, entre ellos el de mejor novato de la conferencia y el jugador defensivo más valios de la Universidad de Akron.
En su segundo año con los Zips, Valentin ayudó al equipo a salir campeón de la División I de la NCAA.
Durante sus años universitarios también jugó para el Reading Rage y los Michigan Bucks  de la USL Premier Development League.
Valentin fue elegido en la primera ronda (cuarto en la general) del MLS SuperDraft 2011 por Chivas USA. Debutó con el club el 19 de marzo de 2011, en la derrota 3-2 en el partido inaugural de la temporada contra Sporting Kansas City.
Valentin quedó expuesto para ser elegido en el Draft de Expansión de la MLS de 2011 y fue seleccionado por el Montreal Impact.
El 27 de marzo de 2013, Valentin fue fichado a préstamo por el Bodø/Glimt de la segunda división de Noruega hasta el final de la temporada. Valentin terminó la temporada con 28 partidos jugados en liga y un gol a su haber, ayudando al club a regresar a la Tippeligaen. El 13 de diciembre de 2013 se anunció que Valentin se uniriá en forma permanente al club noruego, firmando contrato hasta el 2015.
Luego de jugar los dos primeros partidos de la temporada 2014 de la Tippeligaen con el club, Valentin se desgarró el tendón de Aquiles, dejándolo fuera de las canchas por el resto de la temporada. Regresó a las canchas el 9 de noviembre de 2014, en la última fecha de la temporada 2014. Posteriormente, militó en Portland Timbers, Nashville SC y Houston Dynamo.

## Selección nacional
Valentin ha sido un miembro regular de las selecciones sub-15, sub-17, sub-18 y sub-20 de los Estados Unidos. Logró acumular 29 presentaciones con la selección sub-20 en particular, y fue un miembro clave del equipo que ganó la Milk Cup en 2010.
Valentin fue llamado para los campamentos de entrenamiento de finales del año 2011 de la selección sub-23 con miras al torneo Preolímpico de CONCACAF de 2012, y debutó con esta selección el 29 de febrero en el amistoso con el seleccionado sub-23 de México. Estados Unidos terminaría ganando el partido 2-0.  El 12 de marzo de 2012, Valentin fue llamado nuevamente a la selección sub-23, esta vez como parte de la lista provisional de 19 jugadores para enfrentar la eliminatoria CONCACAF para las Olimpiadas en Londres.

## Clubes
| Club                        | País           | Año           |
| --------------------------- | -------------- | ------------- |
| Reading Rage                | Estados Unidos | 2009          |
| Michigan Bucks              | Estados Unidos | 2010          |
| Chivas USA                  | Estados Unidos | 2011          |
| Montreal Impact             | Estados Unidos | 2011-2013     |
| Bodø/Glimt (cedido)         | Noruega        | 2013          |
| Bodø/Glimt                  | Noruega        | 2014-2015     |
| Portland Timbers            | Estados Unidos | 2016-2019     |
| Portland Timbers 2 (cedido) | Estados Unidos | 2017          |
| Houston Dynamo              | Estados Unidos | 2020-2022     |
| Minnesota United            | Estados Unidos | 2023-presente |

## Palmarés

### Akron Zips
- Campeonato nacional de fútbol masculino de la División I de la NCAA
  - Campeón (2011)

### Estados Unidos
- Milk Cup
  - Campeón (2010)

## Vida privada
Zarek Valentin es el hermano menor de Julian Valentin, un exfutbolista profesional que jugó para FC Tampa Bay y el LA Galaxy de la MLS. Valentin habla castellano con fluidez, y es de ascendencia puertorriqueña.